# 東京理科大学諏訪短期大学
東京理科大学諏訪短期大学（とうきょうりかだいがくすわたんきだいがく、英語: Tokyo University of Science, Suwa College）は、長野県茅野市豊平5000-1に本部を置いていた日本の私立大学である。1990年に設置され、2003年に廃止された。大学の略称は理科諏訪短大。学生募集は2001年度まで。2002年度より諏訪東京理科大学（現：公立諏訪東京理科大学）の設置により短期大学は学生募集を停止し、2003年11月5日正式廃止。

## 概要

### 大学全体
- 学校法人東京理科大学により1990年に設置された日本の私立短期大学。設置学科数は、当初より3学科で入学定員は各学科とも100名となっていた。

### 教育および研究
- 東京理科大学諏訪短期大学に設置されていた学科の一つである電子工学科は、電子工学のエンジニアを養成することをねらいに設置され、「電気磁気学」・「電子工学実験」など電気・電子に関する科目が設置されていた。生産管理工学科は、「システム工学実験」・「計算機工学」・「電気工学」などに関する科目が用意され、「環境に配慮できるシステムデザイン技術」といったキャッチコピーがあった。ほか、理系でありながら経営情報学科といった文系の学科も設置されていたところにも特色があり、「経営技法」・「プログラミング言語」・「マクロ経済学」など経営学・経済学・情報に関する科目が置かれていた[2]。

## 学風および特色
- 本学は諏訪広域連合の誘致により学校法人東京理科大学が設置した。「公私協力方式」によって創設された短大である。

## 沿革
- 1990年 東京理科大学諏訪短期大学開学。
  - 電子工学科
  - 生産管理工学科
  - 経営情報学科
- 2001年度をもって学生募集を終了。翌年度より諏訪東京理科大学へ移行。
- 2003年  廃止。

## 基礎データ

### 所在地
- 長野県茅野市豊平5000-1

### 象徴
- 東京理科大学諏訪短期大学のカレッジマークは東京理科大学の略称である「理大」を篆刻化した文字を縦に並べたものとなっていた。

## 教育および研究

### 組織

#### 学科
- 電子工学科
- 生産管理工学科
- 経営情報学科

#### 年度別学生数
- 該当年度の5月1日時点でのデータ。

| -        | 電子工学科 | 生産管理工学科 | 経営情報学科 | 出典        |
| -------- | ---------- | -------------- | ------------ | ----------- |
| 入学定員 | 100        | 100            | 100          | -           |
| 総定員   | 200        | 200            | 200          | -           |
| 1990年   | 男93 女18  | 男103 女15     | 男41 女99    | [ 3 ]       |
| 1991年   | 男184 女85 | 男199 女38     | 男76 女193   | [ 4 ]       |
| 1992年   | 男196 女34 | 男200 女53     | 男67 女197   | [ 5 ] [ 6 ] |
| 1993年   | 男222 女31 | 男200 女64     | 男63 女200   | [ 7 ]       |
| 1994年   | 男199 女38 | 男168 女70     | 男58 女192   | [ 8 ]       |
| 1995年   | 男203 女36 | 男168 女66     | 男72 女183   | [ 9 ]       |
| 1996年   | 男218 女21 | 男178 女60     | 男78 女169   | [ 10 ]      |
| 1997年   | 男190 女13 | 男171 女60     | 男86 女139   | [ 11 ]      |
| 1998年   | 男204 女12 | 男197 女54     | 男121 女131  | [ 12 ]      |
| 1999年   | 男195 女9  | 男209 女44     | 男127 女144  | [ 13 ]      |

## 学生生活

### 部活動・クラブ活動・サークル活動
- 東京理科大学諏訪短期大学で活動していたクラブ活動[2]。
  - 体育系：バレーボール・テニス・バスケットボール・バドミントン・サッカー・卓球・野球・馬術・スキーほか
  - 文化系：二輪・軽音楽・将棋ほか

### 学園祭
- 東京理科大学諏訪短期大学の学園祭は「理大祭」と呼ばれていた[2]。

### スポーツ
- バレーボール部がかつて「長野県私立短期大学体育大会」で男子の部で優勝した実績がある[2]。
- バスケットボール部が過去の長野県私立短期大学体育大会で男子の部で優勝した実績がある[2]。
- バドミントン部が過去の長野県私立短期大学体育大会で男子の部で優勝した実績がある[2]。
- 卓球部が過去に行われていた「全国私立短期大学体育大会」の男子団体戦で準優勝した実績がある[2]。

## 大学関係者と出身者

### 大学関係者
歴代学長
- 重倉祐光

## 大学の組織
- 東京理科大学諏訪短期大学の同窓会は、東京理科大学と同様「理窓会」と称している。

## 施設

### キャンパス
- 設備：図書館・大教室・体育館・テニスコート・売店・体育館ほか[2]。
- 学内に「PCCC諏訪（「Personal Computer Consulting Center」の略）という機関が設置されていた。これは、パソコンに関する学内外からの質問または相談に対応する機関として設置されたもの[2]。

### 寮
- なし

### 系列校
- 東京理科大学
- 東京理科大学山口短期大学→山口東京理科大学（現：山陽小野田市立山口東京理科大学）

## 社会との関わり
- 大学公開センターを催していた。
- かつてはデーブ・スペクターによる特別講演も行われたことがある（演題は『日本人の国際感覚と外国人の発想』）[2]。

## 卒業後の進路について

### 就職について
- 電子工学科：浅科ニチム・アピックヤマダ・飯山電機・入一通信工業・イースタン（現・SIMMTECH GRAPHICS）・インターフェイス・上田日本無線・オーク製作所・オムロン飯田・オリンパス・カイジョー・カゴメ・キッツ・三協精機製作所・信濃電気・新光電機工業・伸光製作所・セイコーエプソン・ソニー・高見澤・タジマ・ちくま精機・中部電力・チノン・東京精電・東京電力・東京特殊電線・東芝メディカルシステムズ・長野計器・長野日本無線・長野ケンウッド・ニチコン・日産自動車・ニッセイ電機・ネミック・ラムダ・日立ビルシステム・東日本旅客鉄道・富士通カンタムデバイス・富士電機グループ・シチズンホールディングス・HOYA・パナソニック・マコメ研究所・ミネベア・シチズンミヨタ・明電舎・名電エンジニアリングほか[14]。
- 生産管理工学科：アルプス技研・石川島芝浦機械・エグロ・沖電気工業・オリオン機械・KOA・京セラ・原子燃料工業・小松精機工作所・ソニーデジタルプロダクツ・太陽工業・東洋計器・東洋バルヴ・トピー工業・トライアン相互・山洋電気・長野銀行・富士ゼロックス長野・ロレアル・八十二銀行・ミスズ工業・明治乳業ほか[14]。
- 経営情報学科：伊那食品工業・LCV・キッセイコムテック・JA松本ハイランド・システックス・シナノケンシ・信州吉野電機・ちの技研・電算・東芝プロセスソフトウェア・日商エレクトロニクス・日東光学・日本ピスコ・野村ユニソン・白馬観光開発・日立建機・富士通・フジテック・ホンダカーズ信州・松本信用金庫・三菱製鋼・三菱電機ビジネスシステム・モスバーガー・リード・レックスなど一般企業への就職実績がある[14]。

### 編入学・進学実績
- 系列の東京理科大学以外では以下の実績が挙げられる。
  - 電子工学科：山形大学・図書館情報大学・埼玉大学・千葉大学・福井大学・静岡大学・京都工芸繊維大学・足利工業大学・埼玉工業大学・千葉工業大学・工学院大学・日本大学・新潟工科大学・金沢工業大学・福井工業大学・中部大学・名城大学・関西大学・近畿大学ほか[14]。
  - 生産管理工学科：茨城大学・新潟大学・富山大学・福井大学・信州大学・岡山大学・佐賀大学・高崎経済大学・前橋工科大学・東京都立科学技術大学・東京情報大学・麻布大学・杏林大学・専修大学・拓殖大学・東洋大学・産業能率大学・湘南工科大学・高知工科大学ほか[14][15]。
  - 経営情報学科：群馬大学・東日本国際大学・つくば国際大学・東京経済大学・東京電機大学・文教大学・新潟産業大学・長野大学・浜松大学・愛知学院大学・愛知淑徳大学・日本福祉大学ほか[14][15]。

## 関連サイト
- 大学の沿革